# Sphecidae
Sphecidae (Latreille, 1802) là một họ ong tò vò phân bố toàn cầu bao gồm ong đào đất và ong bùn và các loại khác nằm trong thể loại ong tò vò lưng sợi chỉ.
Nhiều loài làm tổ bằng cách đào hang trong đất nhưng có nhiều loài xây tổ bằng bùn hoặc một chi gồm các loài xây tổ bằng keo trên vật khác. Thức ăn của chúng gồm nhiều loài nhện đến dictyoptera hoặc orthopteroida đến sâu bướm của Lepidoptera hay Hymenoptera.

## Phân nhóm

Sphecidae xây tổ

Phân họ Ammophilinae
- Ammophila
- Podalonia

Phân họ Sceliphrinae
- Chlorion
- Sceliphron
- Stangeella

Phân họ Sphecinae
- Chilosphex
- Isodontia
- Palmodes
- Prionyx
- Sphex, được gọi là "digger wasps"